# Dieter Hallervorden

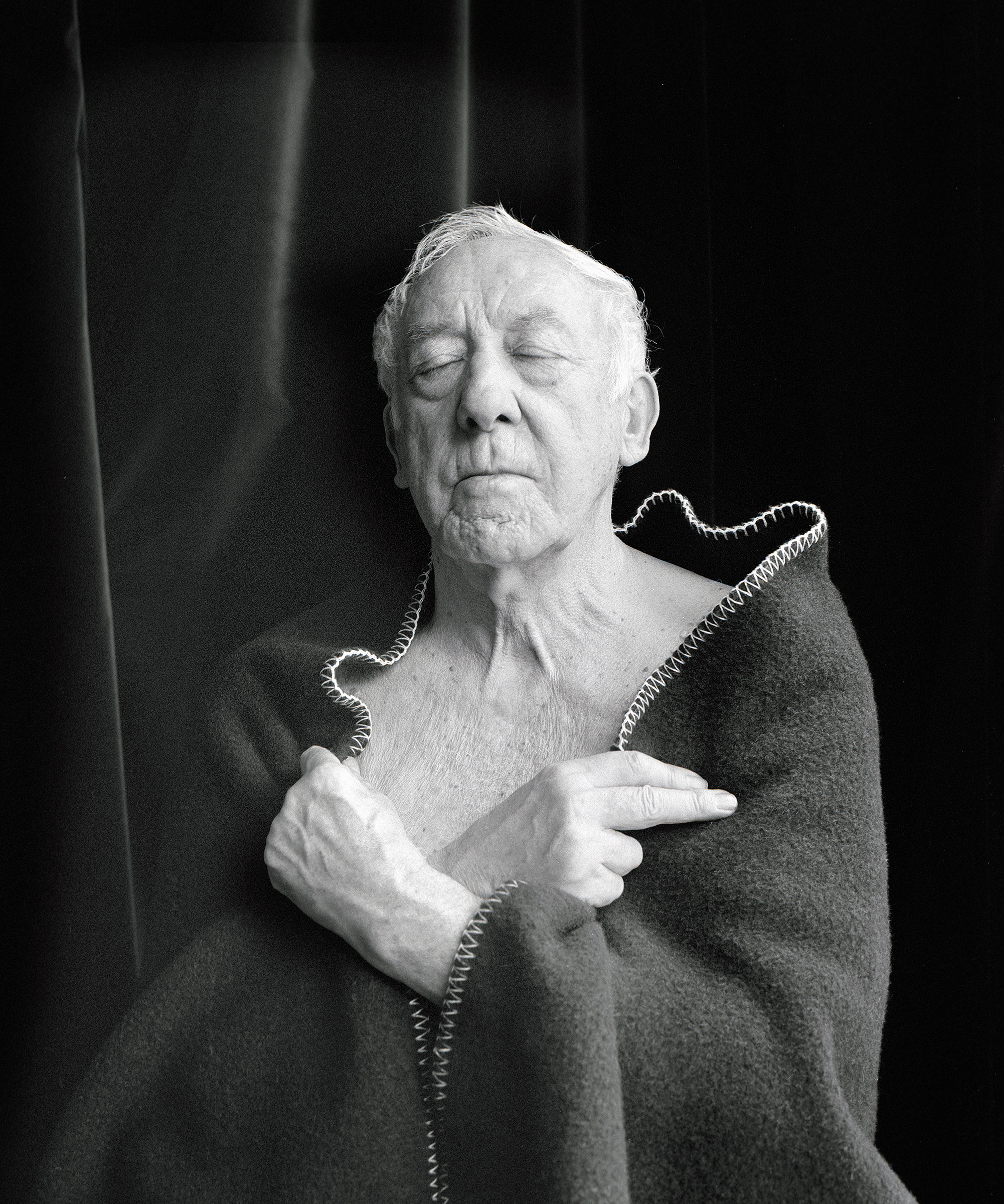
Dieter Hallervorden photographié par Oliver Mark, Berlin 2013

Dieter Jürgen « Didi » Hallervorden, né à Dessau (État libre d'Anhalt) le 5 septembre 1935, est un comédien, humoriste, chanteur, présentateur et directeur de théâtre allemand.

## Biographie
Fils d'une assistante médicale et d'un ingénieur, Dieter Hallervorden a grandi à Dessau avec ses deux sœurs. Son grand-père Hans Hallervorden était architecte paysager au service de la Fondation Joachim-Ernst dans le Wörlitzer Park qui fait partie du Gartenreich Dessau-Wörlitz classé patrimoine de l'humanité en 2000. 
Pendant la Seconde Guerre mondiale, en raison de fréquents raids aériens sur Dessau, Dieter Hallervorden séjourne à Quedlinburg. Après la guerre, il revient à Dessau et y termine sa scolarité en 1953 en passant l'Abitur à l'Oberschule Philanthropinum.
Il étudie d'abord les langues étrangères et la littérature romane à l'Université Humboldt de Berlin, où il rencontre le philologue Victor Klemperer, qui le fascine. La restriction de la liberté d'expression en RDA fait fuir Hallervorden à Berlin-Ouest en 1958, où il reprend d'abord ses études à l'Université libre de Berlin. Il prend aussi des cours d'art dramatique chez Marlise Ludwig et enchaine les "petits boulots" pour financer ses études et ses cours. Il travaille entre autres comme guide touristique, ouvrier du bâtiment, livreur de bière et jardinier. Pendant ses études, il devient membre de la corporation estudiantine berlinoise Fraternité Rugia. Selon ses propres déclarations, il planifiait à l'époque une tentative d'assassinat sur Walter Ulbricht avec son comilitone[Quoi ?] Kurt Eberhard, mais en ont été dissuadés par un ami d'Eberhard[réf. nécessaire].
Il se présente à deux conservatoires, l'école de théâtre Max Reinhardt et le cabaret berlinois Die Stachelschweine, mais il n'est pas sélectionné. C'est ainsi qu'il fonde le cabaret Die Wühlmäuse (Les Taupes) en 1960 à Berlin-Ouest, qu'il dirige encore aujourd'hui.
En 1966, Hallervorden est arrêté lors d'une représentation car il est soupçonné de meurtre, le quotidien à sensation Bild ayant dévoilé ses relations avec une prostituée retrouvée assassinée peu après. Mais il est vite libéré, l'accusation s'étant révélée totalement infondée, et le témoin principal déjà condamné sept fois pour faux témoignage[réf. nécessaire].
Dieter Hallervorden a quatre enfants : 
- Dieter junior (1963)
- Nathalie (1966) issus de son premier mariage avec Rotraud Schindler (1940)
- Laura (1986)
- Johannes (1998) avec sa seconde épouse Elena Blume (1961)

Dieter Hallervorden est lié avec Christiane Zander (* 1970) depuis 2015.
En 1988, il acquiert pour 1,1 million de DM le château de Costaérès (sur l'île du même nom) à Trégastel, en Bretagne. Il y demeure en alternance avec son domicile berlinois.

## Filmographie

### Au cinéma
- 1960 : Le Diabolique Docteur Mabuse (Die 1000 Augen des Dr. Mabuse) de Fritz Lang : photojournaliste
- 1966 : Sperrbezirk
- 1969 : Mehrmals täglich : Ulrich Vogler / Ling-Ping-Weng / le contrôleur
- 1969 : Die Hochzeitsreise : Lukas Andreas Martin Schmidt
- 1972 : Che? : l'Allemand
- 1981 : Ach du lieber Harry : Harry App
- 1981 : Stachel im Fleisch : l'humoriste TV
- 1981 : Alles im Eimer : Leo Bergert
- 1983 : Der Schnüffler : Herbert Böckmann
- 1984 : Didi - Der Doppelgänger : Hans Immer / Bruno Koob
- 1984 : Is' was, Kanzler : le chansonnier
- 1985 : Didi und die Rache der Enterbten : Dieter Dödel / Gustav Böllemann / Titus Böllemann / Otto Böllemann / Albert Böllemann / Florentine / Emilio
- 1986 : Didi auf vollen Touren : Didi
- 1988 : Der Experte : Willi Schulze
- 1990 : Bei mir liegen Sie richtig : Willi Kritz
- 1992 : Alles Lüge : Guenther Kasulke
- 2006 : Astérix et les Vikings : cryptographe (voix)
- 2008 : 1 1/2 Ritter - Auf der Suche nach der hinreißenden Herzelinde : l'acheteur de chevaux
- 2009 : Armee der Stille - La isla bonita : Lukas de Winter
- 2012 : Het Meisje en de Dood : le comte
- 2012 : The Child : Mr. Stiemer
- 2013 : Sa dernière course (de) (Sein letztes Rennen) : Paul Averhoff
- 2014 : Honig im Kopf : Dr. Amandus Rosenbach
- 2016 : Robinson Crusoe : Ziegenbock Zottel (voix)
- 2016 : Ostfriesisch für Anfänger : Uwe Hinrichs
- 2017 : Rock My Heart : Paul Brenner
- 2018 : Death with Vengeance : Günther (en post-production)
- 2018 : Benjamin Blümchen : Walter Weiß

## Récompenses et distinctions
- 2014 : Deutscher Filmpreis (Prix du film allemand) du meilleur acteur pour son rôle de l'octogénaire Paul Averhoff qui s'est lancé le défi de courir le marathon de Berlin dans le film Sa dernière course (de) (Sein letztes Rennen) sorti en 2013.
- 2014 : prix Münchhausen

## Controverses
En avril 2025, Dieter Hallervorden suscite une controverse en raison d'une version de son célèbre sketch Palim, Palim! dans laquelle il utilise des termes racistes à l'égard des personnes noires, des Sinté et des Roms. Hallervorden défend son sketch comme étant satirique et critique les « personnes woke » et la perte du sens de l'humour,. Le même mois, il est à nouveau critiqué après être apparu par vidéo lors d'une manifestation à Dresde fréquentée par des Querdenker et des groupes d'extrême droite, notamment issus du groupe néonazi Saxons libres (de),.